# Partiti delle minoranze etniche in Romania

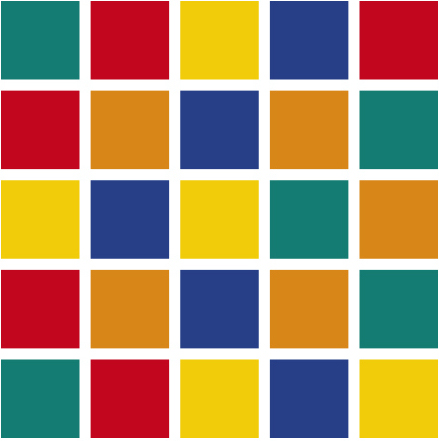
Logo del gruppo parlamentare delle minoranze nazionali in Romania

La Costituzione rumena riserva un seggio alla Camera dei deputati per i partiti o le associazioni culturali di ogni minoranza etnica in Romania (con la limitazione che ogni minoranza deve essere rappresentata da una sola organizzazione). Alle elezioni legislative del 2004 i seguenti partiti e associazioni hanno avuto la concessione di un seggio alla Camera dei Deputati.
- Associazione degli Italiani di Romania (Asociaţia Italienilor din România)[2]
- Associazione degli Slavi Macedoni di Romania (Asociaţia Macedonenilor Slavi din România)
- Unione Bulgara del Banato Rumeno (Uniunea Bulgară din Banat – România)
- Cultural Union of Rusyns of Romania (Uniunea Culturală a Rutenilor din România)
- Forum Democratico dei Tedeschi di Romania (Forumul Democrat al Germanilor din România)
- Unione Democratica degli Slovacchi e Cechi in Romania (Uniunea Democratică a Slovacilor şi Cehilor din România)
- Unione Democratica dei Tartari Turco-Musulmani di Romania (Uniunea Democrată a Tătarilor Turco-Musulmani din România)
- Federazione delle Comunità Ebraiche di Romania (Federaţia Comunităţilor Evreieşti din România) [3]
- Unione Ellenica di Romania (Uniunea Elenă din România)
- Lega degli Albanesi di Romania (Liga Albanezilor din România)[4]
- Comunità dei Russi Lipoveni (Comunitatea Ruşilor Lipoveni din România)[5]
- Partito dei Rom (Partida Romilor)
- Unione Democratica Turca di Romania (Uniunea Democrată Turcă din România)
- Unione degli Armeni di Romania (Uniunea Armenilor din România)
- Unione dei Croati di Romania (Uniunea Croaţilor din România)
- Unione dei Polacchi di Romania (Uniunea Polonezilor din România Dom Polski)[6]
- Unione dei Serbi di Romania (Uniunea Sârbilor din România)
- Unione degli Ucraini di Romania (Uniunea Ucrainienilor din România)